# Ernst von Pfuel
Ernst Heinrich Adolf von Pfuel (* 3 de noviembre de 1779 en Jahnsfelde (hoy parte de Müncheberg) - † 3 de diciembre de 1866 en Berlín) fue un general de infantería de Prusia, reformador de la natación militar, Gobernador de Berlín, Ministro de Guerra y ministro-presidente.

## Vida

### Familia y vida privada
Ernst von Pfuel provenía de una familia noble de la región de Märkisch-Oderland. Su padre era Ludwig von Pfuel (1718-1789), señor de Jahnsfelde y miembro de la corte del entonces príncipe, Federico Guillermo de Prusia. Su madre era Sophie Kranz (1755-1783).
Pfuel se casó el 17 de marzo de 1808 con Karoline von Byern (1786-1843), con la que tuvo cinco hijos y una hija. La pareja se divorció en 1830 después de 22 años de matrimonio, cuando Pfuel se enteró de una infidelidad de su esposa. Dos años más tarde Pfuel se casó en segundas nupcias con su amante, Emilie (Amalie) Wahlert (1792-1854), quien a su vez se había divorciado en 1830 del consejero privado del rey, Georg Wahlert, siendo ya amante de Pfuel.
En Berlín era uno de los pocos oficiales que frecuentaba el famoso salón literario de la salonnière Rahel Varnhagen.

### Carrera militar
A los trece años Pfuel fue enviado por su familia a la Escuela de Cadetes de Berlín donde se convirtió en oficial del ejército. Durante las guerras napoleónicas tomó parte en la batalla de Jena. Tras la derrota de Prusia en 1810, entró al servicio de Austria y en 1813, al servicio de Rusia. Llegó a Rusia después de un aventuroso viaje, pasando por Altona, Dinamarca y Suecia, donde tomó un barco inglés rumbo a Riga. En Rusia estuvo entre los perseguidores de Napoleón durante su retirada. Entró en Berlín a la cabeza de las tropas cosacas en 1813.
Ernst von Pfuel fue nombrado comandante del sector de ocupación prusiano de París. A él se debe que la Cuadriga, que había sido tomada como trofeo de guerra por Napoleón, regresara en 1814 a la Puerta de Brandeburgo. Por este servicio, el rey Federico Guillermo III de Prusia le concedió el honor, a él y a los miembros de su familia, de usar el paso central de la Puerta de Brandeburgo. Este honor estaba hasta entonces reservado sólo para los miembros de la familia real. La costumbre se mantuvo hasta 1918, cuando el Káiser Guillermo II fue derrocado. Además, el 28 de diciembre de 1814 fue condecorado con la medalla Pour le Mérite.
En 1831 fue enviado al Neuchâtel a suprimir una rebelión. Entre 1832 y 1848 fue gobernador del Principado de Neuchâtel, que perteneció a Prusia hasta la revolución del 1 de marzo de 1848. Pfuel fue gobernador de Berlín por solo unos días de marzo de 1848. El 15 de marzo de 1848 se paró frente a las tropas que se preparaban a disparar sobre los revolucionarios, evitando un baño de sangre. Esta acción le costó el puesto.

### Carrera política
El 21 de septiembre de 1848 fue nombrado Ministro de Guerra y ministro-presidente de Prusia. En su plan de gobierno, expresado ante la Asamblea Nacional de Prusia el 22 de septiembre, declaró que defendería los derechos y el honor del rey, pero que también "en forma decidida, mantendría la vía constitucional, defendería las libertades ganadas, rechazaría todos los esfuerzos reaccionarios, introduciría los principios constitucionales en todas las ramas del servicio público y mantendría sagrados los derechos y libertades del pueblo". Su decreto del ejército de septiembre de 1848, que declaró que todos los esfuerzos anti-constitucionales eran incompatibles con ser un oficial del ejército prusiano, creó mala sangre en ciertos círculos de oficiales del ejército. El rey por su parte, tomó a mal que Pfuel no se opusiera, durante los debates y acuerdos de la Asamblea Nacional en octubre, que la parte del título real que decía "por gracia de Dios" fuese removida. Pfuel renunció a sus puestos el 1 de noviembre de 1848.

### Fundador del deporte militar
Pfuel es conocido por sus reformas al deporte militar. Introdujo las clases de natación para los soldados y en 1810 fundó en Praga la primera escuela militar de natación. En 1817 fundó en Berlín un centro de baño y de natación militar en el río Spree que estaba abierto al público y en particular para los jóvenes de edad escolar. Este centro de natación permaneció abierto hasta 1925. El centro de baño de Pfuel estaba construido sobre un empalamiento y tenía una alberca cerrada por los cuatro lados. Este centro sirvió como modelo para otros centros de baño en Berlín. A los jóvenes que lograban nadar de una ribera a otra del río Spree y de regreso, se les daba un diploma de natación (Diplom der Schwimmkunst). Cerca de 70.000 militares y civiles aprendieron a nadar en este centro a lo largo de 50 años. A Pfuel se le considera como el inventor de la braza de pecho, que él consideraba la forma más efectiva de movimiento en el agua.

"La rana es una excelente nadadora y en ella hemos encontrado a nuestra maestra. Las partes del cuerpo de la rana que se usan principalmente para el nado, se asemejan a las correspondientes partes del cuerpo del hombre."

Cerca del lugar donde antiguamente estaba el centro de nado de Pfuel, se encuentra hoy en día en Berlín la calle Pfuelstrasse, nombrada en su honor.

### Pfuel y Kleist
La amistad de Ernst von Pfuel y Heinrich von Kleist se remonta al tiempo en que ambos sirvieron juntos en el Regimiento de Infantería n.º 18 en Potsdam. En 1803 ambos hicieron juntos un viaje a pie por Suiza, que luego se extendió a Italia y Francia. Visitaron, entre otras ciudades, Berna, Thun, Ginebra, Milán y Venecia. De esta misma época se conserva una carta que Kleist escribió a Pfuel, en la que se expresan sentimientos homoeróticos, que fueron despertados al ver el cuerpo de Pfuel luego de que este nadara en el lago de Thun. Esta carta estaba cuidadosamente oculta entre los papeles de Pfuel, que permanecieron en el castillo de la familia en Jahnsfelde hasta 1945.